# Tom Holland (escritor)
Tom Holland (nacido en 1968) es un  escritor británico de obras literarias y académicas sobre temas como el vampirismo y la Historia.
Tom Holland nació cerca de Oxford y se educó cerca de Salisbury, Reino Unido.  Se tituló en inglés y latín en el Queen's College de Cambridge, y poco después estudió en la Universidad de Oxford, realizando un trabajo sobre Lord Byron antes de interrumpir sus estudios de postgraduado y trasladarse a Londres.
Adaptó a Heródoto, Homero, Tucídides y Virgilio para el canal 4 radiofónico de la BBC. Sus novelas, entre ellas Attis y Deliver Us From Evil tienen elementos sobrenaturales y de terror, y están ambientadas en el pasado histórico. También es el autor de tres obras históricas que han recibido buenas críticas: Rubicon: The Last Years of the Roman Republic, Persian Fire y Millennium.
Actualmente vive en Londres con su mujer y sus dos hijas.

## Libros

### Serie
- The Vampyre: Being the True Pilgrimage of George Gordon, Sixth Lord Byron (1995), ISBN 0-316-91227-1 (publicado en Estados Unidos como Lord of the Dead y en España como El señor de los muertos.)
- Supping with Panthers (1996), ISBN 0-316-87622-4 (Publicado en Estados Unidos como Slave of My Thirst y en España como Banquete de sangre)

### Novelas
- Attis (1995), ISBN 0-7490-0213-1
- The Vampyre: Being the True Pilgrimage of George Gordon, Sixth Lord Byron (1995), ISBN 0-7515-1361-X
- Deliver Us from Evil (1997), ISBN 0-316-88248-8
- The Sleeper in the Sands (1998), ISBN 0-316-64480-3
- The Bonehunter (2001), ISBN 0-316-64819-1

### Relatos cortos
- The Poison in the Blood (2006), ISBN 0-349-11964-3

### Obras teatrales
- The Importance of Being Frank (primera interpretación teatral en 1991, publicada en 1997), ISBN 0-9530587-1-9

### Obras académicas
- Rubicon: The Last Years of the Roman Republic (Rubicón, 2003), ISBN 0-316-86130-8
- Persian Fire: The First World Empire and the Battle for the West (2005), ISBN 0-316-72664-8
- Millennium: The End of the World and the Forging of Christendom (2008), ISBN 978-0-316-73245-1
- The Persian Way of War (ensayo), 2008.
- Dynasty: The Rise and Fall of the House of Caesar (2015), ISBN 978-1408703373
- Dominion: The Making of the Western Mind (2019), ISBN 978-1-408-70695-4
- Pax (2024), ISBN 978-84-19703-27-9